# 泉 (印西市)
泉（いずみ）は、千葉県印西市の大字。郵便番号270-1353。

## 地理
北は鹿黒南、東は草深、南は泉野、西は多々羅田、草深に隣接している。

## 歴史
江戸時代は和泉新田であり、下総国印旛郡のうち、印西領に属す。
もと小金牧のうち印西牧の一部。1670年（寛文10年）惣深新田開発請負主・鰭ケ崎村清重郎らが、それまで入会地であった草深野の一部を対立緩和のため、近隣16か村に分与した。それを和泉が村請で開発し、1676年（延宝4年）の検地により高請され成立したものと思われる。幕府領。村高は「元禄郷帳」「天保郷帳」「旧高旧領」ともに161石余。
1873年（明治6年）千葉県に所属。神社は八幡神社など、寺院は真言宗泉王寺（印旛郡誌）。1889年（明治22年）船穂村の大字となる。。

### 年表
- 1873年（明治6年） - 千葉県に所属。
- 1889年（明治22年）4月1日 - 船穂村大字泉になる[4]。
  - 町村制施行し船尾村、結縁寺村、多々羅田村、戸神村、武西村、松崎村、泉新田、惣深新田が合併し船穂村が発足。
- 1954年（昭和29年）12月1日 - 印西町泉になる。
  - 木下町、大森町、船穂村、永治村の一部が合併し印西町が発足。
- 1996年（平成8年）4月1日 - 印西市泉になる。
  - 印西町が市制施行し、印西市になる。

## 世帯数と人口
2017年（平成29年）10月31日現在の世帯数と人口は以下の通りである。
| 大字 | 世帯数 | 人口  |
| ---- | ------ | ----- |
| 泉   | 49世帯 | 124人 |

## 小・中学校の学区
市立小・中学校に通う場合、学区は以下の通りとなる。
| 番地 | 小学校             | 中学校             |
| ---- | ------------------ | ------------------ |
| 全域 | 印西市立原山小学校 | 印西市立原山中学校 |

## 施設
- 泉会館
- 泉新田組合集荷所
- 泉王寺
- 龍泉寺
- 八幡神社

## 交通

### 路線バス
- ちばレインボーバス
  - 神崎線（津田沼駅 - 千葉ニュータウン中央駅 - 木下駅）[6][7]
    - （草深新田） - 泉新田 - （鹿黒）

### コミュニティバス
- 印西市ふれあいバス[8][9]
  - 中ルート（別所・牧の原・高花循環ルート）[10]
    - （印西牧の原駅南口） - 泉新田 - （木下駅南口）

  - 南ルート（千葉ニュータウン循環ルート）[11]
    - （千葉ニュータウン中央駅北口） - 泉新田2 - （印西牧の原駅南口）

### 道路
- 主要地方道
  - 千葉県道4号千葉竜ヶ崎線